# Bruno Trentin
Bruno Trentin (* 9. Dezember 1926 in Pavie, Département Gers; † 23. August 2007 in Rom) war Generalsekretär der italienischen Metallarbeitergewerkschaft FIOM und des Gewerkschaftsbundes CGIL. Er war von 1999 bis 2004 Mitglied des Europäischen Parlaments.

## Leben
Bruno Trentin war ein Sohn des italienischen Antifaschisten Silvio Trentin. Er kam 1926 in Frankreich zur Welt, da seine Familie ein Jahr zuvor aus Italien geflohen war. Im Exil engagierte sich sein Vater, ein ehemaliger Professor für Rechtswissenschaften, weiterhin politisch und schloss sich der Widerstandsbewegung Giustizia e Libertà an. Dies beeinflusste Bruno Trentin in seiner Jugend, auch er schloss sich der Organisation an und wurde bereits mit 15 Jahren wegen aufständischer Aktivitäten von den deutschen Besatzern verhaftet.
Nach dem Waffenstillstand von Cassibile am 8. September 1943 kehrte die Familie nach Italien zurück und sowohl Vater als auch Sohn traten der Resistenza bei. Am 19. November 1943 wurden beide in Padua für die Dauer eines Monats verhaftet. Kurz darauf starb Silvio Trentin und Bruno übernahm mit 17 Jahren die Führung einer Partisanenbrigade der Giustizia e Libertà.
Nach dem Ende des Zweiten Weltkriegs studierte er Rechtswissenschaften an der Universität Padua und später auch an der Harvard University. Im Jahr 1949 schloss er sein Studium ab und trat darauf dem Gewerkschaftsbund CGIL bei. Er begann im Studienzentrum des CGIL zu arbeiten und trat 1950 der Kommunistischen Partei Italiens (Partito Comunista Italiano) bei. Er war Mitglied des Zentralkomitees von 1960 bis 1973.
Im Jahr 1960 wurde Trentin zum Stadtrat in Rom gewählt, von 1962 bis 1972 war er Abgeordneter im italienischen Parlament. Er kandidierte jedoch nicht noch einmal für diese politischen Ämter und gab als Grund die Unvereinbarkeit mit seiner Gewerkschaftstätigkeit an.

### Gewerkschaften
Nach Trentin ist bei tendenziell stagnierender  Akkumulation (säkulare Stagnation)  der Wirtschaft die Herstellung der Einheit  der Arbeiterbewegung notwendig und eine gewerkschaftliche Strategie  der bewussten Bestimmung über das "was, wie und für wen" produzieren. Diese Strategie  kann  nur bei Aufgabe der traditionellen Arbeitsteilung von Partei und Gewerkschaft gelöst werden, d. h. die Funktionsbestimmung der Gewerkschaft als Transmissionsriemen der Partei. Mit der Wiederaneignung der Politik durch die Gewerkschaften ist ihr Kampfterrain ausgedehnt und die Arbeitsteilung tendenziell aufgehoben. Er setzte sich damit deutlich vom Leninismus und  von den zahlreichen Varianten der Stamokap-Theorien ab. Trentin zerstörte wesentliche Elemente einer marxistisch-leninistischen Partei- und Gewerkschaftsinterpretation. Die These von einer prinzipiell limitierten Entwicklung gewerkschaftlicher Bewusstseinsformen ist für ihn unhaltbar. Damit fällt zugleich die Grundlage für eine traditionelle Teilung der Aufgabenbereiche zwischen Gewerkschaften und Partei.
Bereits 1958 war Trentin stellvertretender Generalsekretär des CGIL, von 1962 bis 1977 war er Generalsekretär der Metallgewerkschaften FIOM und FLM. Von 1988 bis 1994 leitete er den CGIL und war an wichtigen Diskussionen zur Lohnpolitik beteiligt. So setzte er sich zusammen mit CISL und UIL für die Abschaffung der Scala mobile ein, einer Gesetzesklausel, nach der die Löhne automatisch der Inflation folgen sollten. Damit löste Trentin heftige Diskussionen in den eigenen Reihen aus. Nach Unterzeichnen des Vertrags zur Abschaffung der Scala mobile trat er sofort von seinem Posten zurück.
Von 1994 bis 2000 war Trentin Abgeordneter der Democratici di Sinistra im Europäischen Parlament. Er starb in Rom am 23. August 2007 an einer Lungenentzündung.
Der Tod des italienischen Gewerkschaftsführers Bruno Trentin am 23. August 2007 ist zu einem hochsymbolischen Ereignis geworden. Denn mit ihm wurden diverse Traditionen der italienischen Arbeiterbewegung und des eurokommunistischen PCI zu Grabe getragen.
Er war begeisterter Bergsteiger und Mitglied im Alpen-Club.

## Zitat
„Wenn wir es nicht schaffen, die Tarifabsprachen in Europa zu reformieren und einen europäischen Gewerkschaftsbund mit Kompetenzen zu schaffen, besteht die Gefahr, das alle gewerkschaftlichen Bestrebungen Propaganda bleiben, ohne praktische Bedeutung.“